# Thomas Andrieux
Thomas Andrieux (Aubenas, 7 febbraio 1977) è un ex cestista e allenatore di pallacanestro francese.

## Palmarès

### Giocatore
- Coppa di Francia: 1

ASVEL: 1997